# فم الحصن
فم الحصن (به فرانسوی: Fam El Hisn) یک منطقهٔ مسکونی در مراکش است که در Tata Province واقع شده‌است.
 فم الحصن  ۷٬۰۸۹ نفر جمعیت دارد.